# جيمس هارفي كارسون
جيمس هارفي كارسون (بالإنجليزية: James Harvey Carson)‏ هو سياسي أمريكي، ولد في 11 فبراير 1808 في مقاطعة فريدريك في الولايات المتحدة، وتوفي في 13 يناير 1884 في ليسبورغ في الولايات المتحدة. انتخب عضو مجلس ولاية فرجينيا.